# Fanni hagyományai
A Fanni hagyományai Kármán József 1794-ben írt regénye, a hazai szentimentalista próza legismertebb alkotása. Benne az író egy „szép léleknek és érzékeny szívnek” történetét tárja elénk én-regény formájában. Az események, érzelmek a hősnő naplójából és leveleiből bontakoznak ki.
Megjelenésekor nem lehetett tudni, ki a szerzője, mint Fanni: Napi jegyzések és levelek jelent meg Kármán folyóiratában 1794-től.

## Cselekménye
A bevezetőből megtudjuk, hogy a közlésre kerülő írásokat egy ismeretlen küldte be a szerkesztőségnek. Ezután a beküldő levele következik, melyben egy szerencsétlen sorsú leány történetét tárja elénk. Hőse Fanni, egy vidéki nemesi ház gyermeke. Édesapja kegyetlen zsarnok volt, mostohaanyja szívtelen, aki a saját gyermekeinek szolgálójává tette. Szomorúan élt a számára rideg, szeretet nélküli családban. Szerelmes lett, és a fiatalember – a levél írója – viszonozta érzelmeit, de boldogságuknak hamar vége szakadt, mert Fanni apja elszakította őket egymástól, és a leány bánatába belehalt. Végül a levél írója köszönetet mond az elhunyt leány naplójának és leveleinek kinyomtatásáért.
Szomorú helyzetképpel indul a történet: Fanni a veteményeskertben, rejtekhelyén ülve írni kezdi naplóját. A sóhajok és könnyek között lassanként kibontakozik belőle egy özvegy úrinő alakja. A falu egyik szegényes kunyhójában él két gyermekével. Fanni csakhamar barátságába fogadja az elhagyott családot. Megtudja, hogy az asszony a fiatalon elhunyt báró L. özvegye, akinek szinte semmije sem maradt, ezért költözött vidékre. Fanni is feltárja lelkét új barátnőjének, és vele együtt zokog sorsuk megpróbáltatásain. Otthon még ezt a kis örömét is haraggal fogadják; szemére vetik, hogy nem a családjához méltó környezetben forog.
Magányában szeretet után sóvárog. Egy vidéki bálon találkozik az ifjú T-ai Józsival, egy kapitány fiával, és egymásba szeretnek. A bál után megjelenik szerelmese otthonában, és a családapát is megnyeri okos beszélgetésével. Fanni később néhány hétre vendégségbe megy egyik barátnőjéhez, sokszor találkozik szerelmesével, és báró L. özvegyéhez írott leveleiben őszintén beszámol vonzalmáról. Megírja azt is, hogyan kezdi ki tisztességét az irigyek mendemondája. Apja hazarendeli, nem hisz a vagyontalan udvarló őszinte szerelmében; T-ai Józsinak pedig be kell állnia katonának. Amikor el kell válnia szerelmétől, a leány elájul.
Közben Fanni barátnőjének gróf É.-né személyében gazdag pártfogója támad, aki magához veszi régi ismerősét a két gyermekkel együtt. Az özvegy sorsa jóra fordul, Fanni azonban így nemcsak szerelmét, hanem egyetlen igaz barátnőjét is elveszíti.
A válás szörnyű napjai után megvetés, szidalom és gúny fogadja Fannit. „Sirass engem, szerelmes barátném – írja báró L. özvegyének –, az én örömeim eltemettettek.” Utolsó levelében megaláztatásának egyik epizódját meséli el. Hozzátartozóival a szomszéd kisvárosban sorra járják a nemesházakat; az egyikben éppen nagy vendégség van. Amikor Fanni két leánnyal beszélget, a leányok anyja bosszúsan rohan közéjük, és gyermekeit elvezeti, mert félti tőle családja jó hírnevét. Mostohaanyja szidja, átkozza: „Itt a haszna ismeretségednek, gaz leány!” Fanni szomorú sorsában elhervad, érzi, közeledik a halál órája. Minden írását lepecsételi és szerelmére hagyja.

## Szentimentalizmus
Ez a mű a magyar szentimentális regényirodalom egyik legnevezetesebb terméke. A mai olvasó egyes részeit talán túl érzelgősnek is találja. Fanni állandóan mereng, panaszkodik, a legkisebb inger is fokozottan hat rá, a természet szépségei és saját gondolatai sóhajokat, könnyeket váltanak ki belőle. Kedvese szintén felfokozott érzékenységű ifjú, aki egy idill felolvasása közben is könnyekkel küzd.
A szenvedélyes és érzékeny lelkiélet képe, az alak és a stílus, melybe öltöztetve van, Rousseau Az új Heloise-ére és még inkább Goethe Wertherére emlékeztet. Az érzelmek jogát és elsöprő erejét hirdetik a szentimentalizmus költői, közöttük Kármán, amikor szenvedélyes szavakkal keltik fel az olvasóközönség részvétét szerencsétlen sorsú hőseik iránt.
Az egész irányzat kedvelt elbeszélő formája a napló és a levél, mellyel az irodalomban először az angol Richardson énregényében, a Pamelában találkozunk. Ezt a formát veszi át Kármán is. Bevezetésében, mint Rousseau és Goethe, ő is él az elhitetésnek azzal a módjával, hogy magát csak egyszerű gyűjtőnek, kiadónak tünteti föl.

## Az eredetiség kérdése

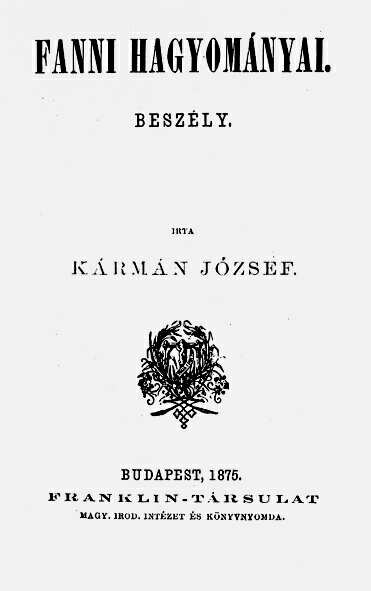
Az 1875-ös első önálló kiadás címoldala

Kármán József igazi fölfedezője Toldy Ferenc volt, aki eleinte fordításnak vagy egy külföldi mű magyar környezetbe való átültetésének gondolta a Fanni hagyományait. Akkoriban gyakori volt, hogy szerzők önálló alkotások helyett egyszerűen lemásolták a külföldi szerzők műveit, magyar neveket adva a szereplőknek és helyszíneknek, ami lényegét tekintve plágium. Később Toldy állítólag bizonyítékot talált arra, hogy a mű valóságos történeten alapul: „Fanni, egy nemes ház gyermeke, Kármán kedvese volt…”, az író az ő eredeti naplóját és leveleit dolgozta volna át szépirodalommá. Az Uránia olvasói egyébként ezt kezdetektől fogva így gondolták.
Későbbi vélekedések szerint Fanni nem létezett, nem is lehetett az író kedvese, a mű pedig legnagyobb részben utánzás; de Kármán József stílusának szépségét, érdemeit továbbra is elismerték. Mások bizonyítottnak látták, hogy a mű Kármán eredeti munkája. Császár Elemér szerint a Fanni hagyományai kétségkívül beletartozik a Werther hatása alatt íródott számos európai regény sorába, de nem szolgai utánzása Goethe regényének; erénye a lélekrajz biztonsága és finomsága.
Pintér Jenő álláspontja: „Kármán József német minta után dolgozott, s olyan szorosan tartotta magát eredeti példaképéhez, hogy lélekrajzának kevés az eredetisége. Goethe világhírű regényének, a Werthernek egyes részeit szinte szó szerint lefordította. Ezeket a Goethe-átvételeket, a tárgyban, mesében, jellemekben és hangulatban megnyilvánuló Werther-hatást már sorra kimutatták.”
Szerb Antal eredeti műnek tartotta, „a lélekrajzoló irodalom első szárnypróbálgatása irodalmunkban”; a goethei mintától való függését az irodalomtörténészek eltúlozzák.
Szabó Magda szerint „A Fanni nem Werther-változat, a Fanni az első igazi magyar regény. Ami még hiányzik belőle, mert persze sok minden hiányzik még, bőven feledteti az, ami benne van.”

## Jelentősége
A külföldi hatások mellett a történet a régi magyar felfogást is tükrözi. A zsarnok természetű apa tipikusan 18. századi magyar: a nőtől nem szerelmet kíván, hanem engedelmességet, alázatosságot. Fanni teljesen átadja magát a szerelem érzésének, és ezzel beleütközik a korabeli társadalom formáiba és nézeteibe, melyek szerint „a leányban a legelső virtus a szemérmetesség”. Fanni szerelme ennek a felfogásnak esik áldozatául.
Hősnője hervadását meleg színekkel festette meg az író. Érdeme a gazdag és finom lélekrajz; ebből a szempontból a regény kiemelkedik kora hazai elbeszélő művei közül, és a megelőző századok szépprózai irodalmában sincs párja. „A Fanni által a preromantikus befeléfordulás hivatalosan bevonul mihozzánk. A költészet legfőbb tárgya most már maga a lélek, önmagáért.” „1794-ben megszületett az európai mértékkel mérhető magyar pszichológiai regény.”
A mű egyik legnagyobb jelentősége stílusában rejlik. Kármán József a maga korában mestere volt a szépen hangzó mondatoknak, ritka választékossággal írt, stílusát meglepő hajlékonysággal alkalmazta elbeszélésének hangulatához. Természetfestő részletei meghatóak; harmonikus vagy zord tájképei az érzelmi élet, a belső világ ábrázolását szolgálják.

## Kiadása
A regényt Kármán József a saját maga által szerkesztett Uránia című folyóiratban jelentette meg; a folyóirat köteteit Vácon nyomtatták 1794-ben. Csaknem fél évszázaddal később a szerző egyéb írásaival együtt Toldy Ferenc adta ki (Pest, 1843.) Önálló kötetként először 1875-ben jelent meg az Olcsó Könyvtár sorozat 7. köteteként, Gyulai Pál előszavával.

## További feldolgozások
- Szabó Magda: Fanni hagyományai (dráma, 1966)
- Petrovics Emil: III. kantáta – Fanni hagyományai (1978)
- Garaczi László: Fanni (novella, 1995)[7]